# Секст Карминий Вет (консул 150 года)
Секст Карминий Вет (лат. Sextus Carminius Vetus) — римский государственный деятель второй половины II века.
Его отцом был консул 116 года Секст Карминий Вет. В 150 году Вет занимал должность ординарного консула с Марком Гавием Сквиллом Галликаном.